# Луостари
Луостари (рус. Луостари; фин. Luostari) насељено је место на крајњем северозападу европског дела Руске Федерације. Налази се на северозападу Мурманске области и административно припада њеном Печеншком рејону. Насеље има статус војног града Русије.
Према подацима са пописа становништва 2010. у насељу је живело 2.260 становника.

## Географија
Насеље Луостари налази се у северозападном делу Мурманске области, на северу Печеншког рејона. Лежи недалеко од десне обале реке Печенге, насупрот Корзунова, на надморској висини од 62 метра. Неких петнаестак километара северније је варошица Печенга, десетак километара западније је град Запољарни, док је граница са Норвешком удаљена свега 15 km.

## Историја
На месту савременог насеља налазила се испосница која је постављена на месту на ком је преминуо руски светитељ из XVI века Трифон Печеншки.
Због тога и име насеља потиче од финске речи Luostari која означава манастир.
Током Другог светског рата подручје је било поприште жестоких борби између совјетских и немачких трупа. Након рата је недалеко од насеља основана ваздухопловна база Северне флоте, која је две деценије касније издвојена као самостално насеље Корзуново. Луостари је и данас важан војнички центар у којем се налази неколико касарни Руске армије.
Недалеко од насеља налази се Печеншки манастир Руске православне цркве.

## Демографија
Према подацима са пописа становништва 2010. у насељу је живело 2.260 становника.
| 1939. | 1959. | 1970. | 1979. | 1989. | 2002. | 2010. |
| ----- | ----- | ----- | ----- | ----- | ----- | ----- |
| ---   | ---   | ---   | ---   | ---   | ---   | 2.260 |